# António Soares Leite Ferraz de Albergaria
António Soares Leite Ferraz de Albergaria (16 de Julho de 1824 - ?), 1.º Barão de Areias de Cambra, foi um político português.

## Família
Filho de Tomás António Leite Soares de Albergaria, Tenente-Coronel, tio materno do 1.º Barão do Salgueiro, e de sua primeira mulher Maria José Cândida Ferraz.

## Biografia
Foi Administrador do Concelho de Vale de Cambra durante treze anos consecutivos, e tão bem serviu tal lugar que, ao deixá-lo por doença, foi agraciado com o título de 1.º Barão de Areias de Cambra, em sua vida, por D. Luís I de Portugal, por Decreto de 7 de Julho e Carta de 13 de Agosto de 1874. Usou o Brasão de Armas concedido a seu avô paterno Manuel Soares de Albergaria e Oliveira, por Alvará de D. Maria I de Portugal de 5 de Maio de 1794: esquartelado, no 1.º Soares de Albergaria, no 2.º de Oliveira, no 3.º Leite e no 4.º de Matos; timbre: Soares de Albergaria; Coroa de Barão.
Foi, ainda, Presidente da Câmara Municipal de Vale de Cambra de 1884 a 1886.